# Amade Almoctadir
Abu Jafar Amade ibne Solimão Almoctadir Bilá em árabe: أبو جعفر أحمد "المقتدر بالله" بن سليمان; romaniz.: Abu Ja'far Ahmad al-Muqtadir bi-Llah ibn Sulayman; lit. "Abu Jafar Amade, filho de Solimão Almoctadir Bilá", melhor conhecido somente como Amade Almoctadir, foi rei da taifa de Saragoça entre 1046 e 1081. Amade Almoctadir, da dinastia dos Banu Hude, levou a Taifa de Saragoça ao seu máximo apogeu político e cultural. Foi mecenas das ciências, da filosofia e das artes. Mandou construir o belo palácio de la Aljafería onde se reuniram importantes intelectuais andalusinos.
Amade Almoctadir conseguiu reunir sob o seu mandato as terras dos domínios de Saragoça repartidas entre os seus irmãos por seu pai Solimão ibne Hude Almostaim. Apenas Iúçufe, governador de Lérida, resistiu durante mais de trinta anos as tentativas de integração do seu irmão, até ser feito prisioneiro em 1078. 
Foi o período de máximo esplendor da Taifa saragoçana, a qual, na segunda metade do século XI, apenas teve rival na Taifa de Sevilha de Almutâmide. As suas fronteiras chegaram até o Mediterrâneo, quando, a partir de 1076 reuniu sob o seu domínio as taifas de Tortosa e de Dénia, sendo vassalo seu o rei da taifa de Valência.
Contudo, a difícil situação de Saragoça, ameaçada pelo reino de Aragão de Ramiro I e Sancho I e em constante litígio fronteiriço pelas terras da estremadura navarra e castelhana (Tudela, Sória, Guadalajara), obrigavam tanto Almoctadir como Iúçufe de Lérida a pagar párias aos seus vizinhos cristãos, em especial ao poderoso Afonso VI de Castela. Até o ponto de, em 1081, o seu sucessor, Iúçufe Almutamã ter de contratar os serviços de um mercenário castelhano, Rodrigo Díaz de Vivar, conhecido mais tarde como "El Cid".

## História do reinado de Amade I Almoctadir
Ao obter o reino de Saragoça em 1046, Almoctadir foi reduzindo os seus irmãos à sua obediência, que foram situados à frente do governo dos diferentes distritos da Taifa. Excepto Lube de Huesca, que cedo reconheceu a seu irmão como seu senhor, tanto Muhammad em Calatayud quanto Almondir em Tudela começaram a cunhar moeda com o seu nome, outorgando-se títulos soberanos. Em 1051, Amade Almoctadir já teria destronado três dos seus quatro irmãos (exceto Iúçufe Almuzafar de Lérida) recorrendo até mesmo a ciladas não muito nobres.

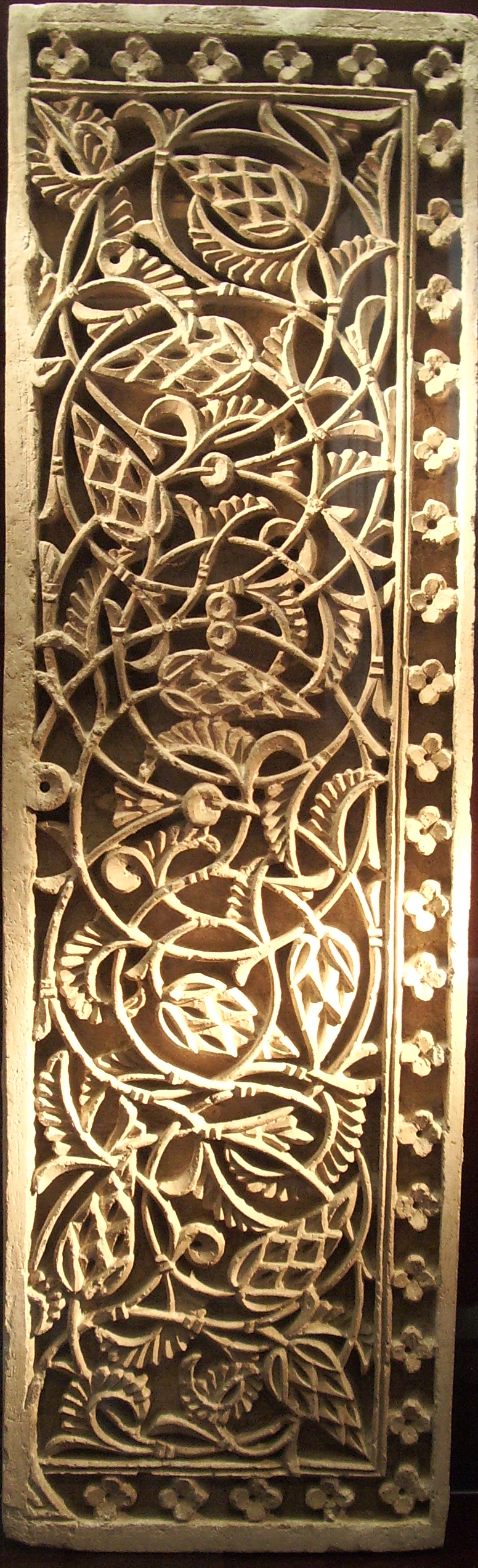
Painel decorativa taifal da Aljaferia

Iúçufe tentou até mesmo dominar Saragoça, atacando o seu irmão Almoctadir, que, por sua vez, e para impedir que Lérida se aliasse com exércitos cristãos para consegui-lo (sobretudo estavam interessados nisso os condes catalães pelas recompensas territoriais que poderiam obter), deveu começar com a sua política de aplacá-los pagando-lhes párias em troca da não intervenção. Assim, um dos males endêmicos de Saragoça começou pronto a manifestar-se, pois as grandes necessidades de dinheiro para tributar aos reinos cristãos provocaram contínuas subidas de impostos, o que implicou um descontente crescente da classe produtiva de Saragoça. Além disso, a economia da taifa ressentia-se ao mesmo tempo que aumentava a disponibilidade de numerário duns reinos cristãos cujo metálico era de escassa entidade até então. O cargo mais oneroso para as arcas de Almoctadir foi ser tributário do poderoso reino de Castela, que o defendia dos ataques do rei aragonês. Já em 1060, Fernando I de Castela cobrava o imposto anual do rei de Saragoça. Em 1058 tentara assinar a paz com Iúçufe de Lérida para evitar pagar párias ao conde de Barcelona, Raimundo Berengário I (até mesmo consta que receberam tributos de Saragoça em algum momento entre 1048 e 1063 Raimundo de Cerdanha, Armengol III de Urgel, Ramiro I de Aragão e Garcia de Pamplona), mas a desconfiança entre os dois irmãos impediu o acordo.
Em 1060, um acontecimento inesperado viria a iniciar a expansão para levante de Amade I Almoctadir, obtendo saída ao mar. Ao falecerem os dois régulos eslavos da taifa de Tortosa, Mucatil e Iala, um terceiro que os sucedeu, chamado Nabil ou Labil, não pôde manter-se no poder, acossado por pressões internas e do exterior e, com os seus súditos sublevados, abandonou a taifa e entregou-a a Almoctadir em troca de asilo político. Assim começou uma expansão territorial que ocuparia todo o Levante com a vassalagem de Valência em 1076 e a rendição de Lérida em 1078. Paradoxalmente, o seu poderio com referência ao restante dos reis taifas da zona contrasta com a debilidade mostrada ante os pujantes reinos cristãos, aos que apenas podia fazer frente pagando em troca de alianças, apoios militares e exércitos mercenários, como o do desterrado Cid.
Em meados do século XI, a fronteira norte do reino hudi situava-se na atual Barbastro, e dispunha de um forte em Graus. Ramiro I tentou repetidas vezes apoderar-se destes pontos estratégicos que formavam uma avançada em forma de cunha entre os seus territórios. Em 1063 cercou Graus, mas Almoctadir em pessoa, à frente de um exército que incluía um contingente de tropas castelhanas no comando de Sancho, o futuro Sancho II de Castela, que talvez contava na sua mesnada com El Cid, conseguiu rejeitar os aragoneses, que perderam o seu rei nesta batalha, aparentemente assassinado por um soldado árabe, chamado Sadaro, que falava romance e que ia disfarçado de cristão e que, achegando-se ao real de Ramiro I, cravou-lhe uma lança na testa. O seu sucessor, Sancho Ramírez, com a ajuda de tropas de condados francos ultrapirenaicos chamadas a cruzada pelo papa Alexandre II, tomou Barbastro em 1064.
No ano seguinte, Amade Almoctadir, reagiu solicitando a ajuda de tudo o Alandalus, chamando pela sua vez à jiade e voltando a recuperar Barbastro em 1065. Este triunfo induziu-o a tomar o apelido de Almoctadir Bilá ("o poderoso graças a Deus), que imediatamente mandou gravar em inscrições cúficas nas gessarias de la Aljafería, que então estava construindo, com as lendas "Isto é o que mandou fazer o poderoso graças a Deus" (ou seja, Almoctadir Bilá). 
Apesar da perda de Barbastro, o Reino de Aragão era uma força emergente e nesse mesmo ano tomou o castelo de Alquézar. Para contra-arrestá-lo, Almoctadir assinou tratados em 1069 e 1073 com Sancho IV, rei de Pamplona, pelos quais obtinha a ajuda navarra em troca de párias. A aliança com o rei pamplonês deteve por um tempo o expansionismo aragonês, mas Sancho IV faleceu pronto, em junho de 1076, assassinado por obra de uma conjura dos seus irmãos Raimundo e Ermesinda.
A leste, a rica taifa de Dénia, que fora uma potência marítima e comercial na época  de Mujaide e o seu filho Ali (que casou com uma irmã de Almoctadir), estava subordinada ao grande Almamune de Toledo, que faleceu envenenado em 1075. Almoctadir aproveitou esta ocasião para se apresentar em Dénia com um exército notável, animado por um vizir daquele soberano chamado ibne Alroiolo, que conseguiu movimentar a população em favor do monarca saragoçano. Negociou-se sem batalha a entrega da Taifa de Dénia a Almoctadir em 1076, com o que os domínios de Saragoça estenderam-se até a atual Múrcia.

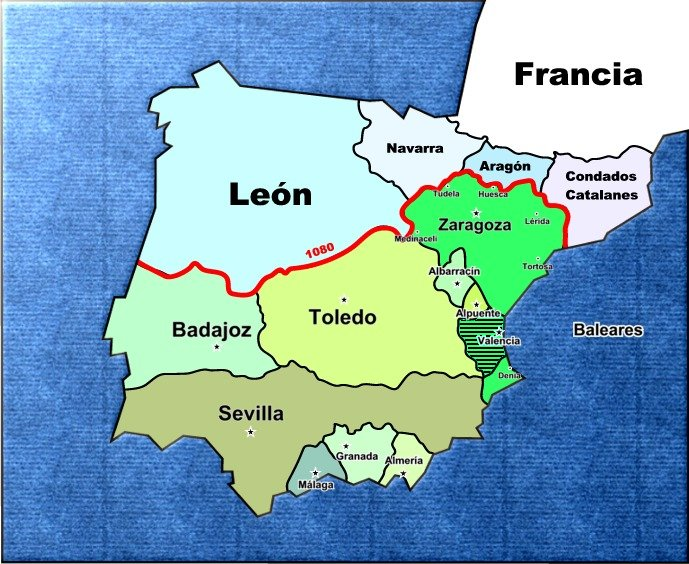
Mapa da máxima extensão da Taifa Hudi na época de Ahmad I Almoctadir em 1076

Após este sucesso, Ahmad I Almoctadir fixou o seu objetivo em comunicar os seus domínios, interrompidos pela Taifa de Valência. Esta era governada por Abu Becre de Valência, que estivera subordinada politicamente a Toledo e estava na órbita de Afonso VI, de quem dependia de fato. Almoctadir dirigiu-se para Valência com as suas tropas e Abu Becre saiu ao seu encontro e declarou-se o seu vassalo. Assim, Valência passou a ser uma taifa vassala do senhor de Saragoça e, em troca, este manteve o rei-títere Abu Becre em Valência no poder. Não podia efetuar uma conquista mais efetiva, pois, tanto Afonso VI, quanto o restante dos régulos de taifas, estavam muito receosos do excessivo poder que acumulava o rei de Saragoça.
Nos seus três últimos anos de governo, de 1078 a 1081, Almoctadir concentrou as suas forças em conseguir submeter ao seu poder a taifa de Lérida, onde resistia o seu irmão Iúçufe Almuzafar. Após muitos confrontos,  fê-lo prisioneiro na fortificação de Rueda e conseguiu o reconhecimento do seu domínio sobre Lérida por parte do seu irmão. Em que pese a isso, e tal e qual fizera seu pai Solimão ibne Hude Almostaim, voltou a dividir o reino ao entregar ao seu filho Almutamim de Saragoça e a zona ocidental, e ao seu filho Almondir, Lérida, Tortosa e Dénia. No fim de 1081 Almoctadir, aparentemente gravemente doente, teve de delegar  o poder nos seus filhos, falecendo em 1082.
Além do seu talento político e militar, Amade I Almoctadir foi um rei sábio, com amplas inquietudes artísticas e culturais. Como amostra do esplendor do seu reinado mandou erigir um palácio-fortificação na explanada da saria saragoçana, na Almozara, onde se celebravam as paradas militares, as festas das vitórias e os exercícios equestres:A Aljafería (al-Jafariya deriva de um dos seus nomes, Jafar). Este suntuoso palácio foi a sede da sua Corte, criando nas suas dependências um centro de cultura onde acudiram intelectuais e artistas de todos os pontos do Alandalus, buscando um refúgio de tolerância e mecenato na Taifa mais setentrional e afastada do influxo almorávida pela sua distância e por ser regida por uma dinastia hispano-árabe. Lá confluíram poetas, músicos, historiadores, místicos e, sobretudo, nasceu a melhor escola de filosofia do Islão, com a incorporação plena de Aristóteles à filosofia árabe, trabalho que, iniciado no Oriente por Avicena (ibne Sina), foi desenvolvido com um critério independente por Avempace (ibne Baia). O trabalho de Avempace foi o ponto de partida da filosofia hispano-árabe, que foi continuada por Averróis (ibne Rusde) e na cultura hebraica por Maimônides. 